# Lektyr (herrtidning)
Lektyr är en svensk herrtidning med pornografiskt innehåll.
Tidningen startades 1923 som veckotidning av Saxon & Lindströms förlag och innehöll under många år i huvudsak western-, detektiv- och äventyrshistorier, främst riktade till unga män. Under 1960-talet utvecklades tidningen i likhet med FIB aktuellt till en herrtidning med efterhand allt grövre pornografiska inslag. Till följd av ökad konkurrens från andra medier övergick tidningen 1987 till månadsutgivning och övertogs 1988 av förlaget Baltic Press.
Tidningen utgav åren 1979–1982 även musikkassetter.

### Fotnoter
1. ↑  Dante Thomsen (6 maj 2011). ”Lektyr förlorar infekterad domäntvist”. Dagens media. Arkiverad från originalet den 24 juli 2015. https://web.archive.org/web/20150724023349/http://www.dagensmedia.se/nyheter/dig/article3171642.ece. Läst 23 juli 2015.
2. ↑  Lektyrs kassettutgåvor i Svensk mediadatabas